# Felipe González Velázquez
Don Felipe González Velázquez nació en Tenasco de Arriba en el municipio de Santa María de Los Ángeles, Jalisco, el Martes 5 de febrero de 1918, lejos de los centros de cultura y poder de su tiempo, Hijo de Benito González Castañeda y Vicenta Velázquez Campa, tercero de 10 hermanos.
Su padre lo colocó, como era la costumbre, como mocito, pastor y jornalero; gracias a que servía en una casa de la cabecera municipal, estudió hasta 4° año de primaria, no había más grados, él con su familia emigró a la ciudad de Guadalajara a fines de 1930, ya que vivían en la extrema pobreza, la suerte no cambió mucho, el entonces adolescente se ganó la vida trabajando en los más diversos oficios; fue paletero, peón de albañil, aprendiz de sastre, boxeador aficionado, trabajó en las cuadrillas que construían la carretera Panamericana.
Finalmente en marzo de 1934 ingresa como auxiliar y cargador en la Cervecería La Estrella, al año siguiente pierde prematuramente a su padre, por lo que se tiene que hacer cargo de su madre y hermanos. 
El martes 10 de agosto de 1937 funda el Sindicato Cervecero después de muchas vicisitudes, enfrentando la hostilidad del patrón y de algunos de los trabajadores. Se incorporan a la naciente CTM, para 1939 es ya el secretario general del sindicato. Con la llegada de la seguridad social a Jalisco en 1946 es miembro fundador del sindicato nacional de trabajadores del seguro social sección 3, siendo secretario general de la delegación 8 de trasporte para 1948, esto sin desatender el Sindicato Cervecero y trabajando los turnos completos en ambos trabajos ya que las licencias sindicales no existían. 
En 1952 se funda la CROC de Jalisco, Don Felipe y el Sindicato Cervecero se incorporan como fundadores, para 1955 es ya secretario auxiliar y su representante ante la Junta Central de Conciliación y Arbitraje de dicha central obrera. En 1956 el sindicato de La Estrella se trasforma en sindicato estatal, en 1959 es elegido tesorero del Sindicato del Seguro Social en Jalisco y Secretario del Interior de la Federación Nacional Cervecera. En 1963 es Presidente de la comisión política y en 1967 Secretario de la Comisión de Seguridad Social del SNTSS Sección 3. 
En 1965 es secretario general del PRI Guadalajara y Jefe del departamento de aseo del Ayuntamiento de Guadalajara. En 1972 es Secretario de Asuntos Técnicos y Económicos de la FROC de Jalisco, ese mismo año se le nombra secretario de organización del CEN de la CROC y para 1973 es su Presidente Nacional, en 1974 es electo Diputado Propietario de la 47 legislatura de Jalisco, para 1977 es nuevamente Presidente de la CROC y Vicepresidente del Congreso del Trabajo, ese mismo año es consejero propietario del Banco Obrero, para el año siguiente su sindicato de origen pasa del ámbito estatal al nacional al convertirse en el Sindicato Nacional Cervecero. Tres años antes inicia la construcción de su edificio sede. 
En 1980 es elegido el representante de la CROC en el H. Consejo Técnico del IMSS, máximo órgano rector de la institución. En 1984 deja la secretaria general del SNC y al siguiente inaugura la Tienda Sindical Morelos de enseres domésticos, con precios accesibles para los trabajadores y créditos con interés cero para los cerveceros. 
El jueves 5 de junio de 1986 fallece de un infarto al corazón a causa de una insuficiencia renal causada por la diabetes, siendo inhumado en el Panteón de Mezquitán de Guadalajara, Jalisco. Antes de partir, sienta las bases del centro de capacitación de los trabajadores y los de la universidad obrera, preocupación desde el inicio de su vida sindical en 1937. Su sucesor en la secretaria general, Joel González, los perfecciona y consolida para los nuevos tiempos de la realidad obrera. 
En 1987 su pueblo natal le erige un busto en su plaza principal, en 1990 el Ayuntamiento de San Pedro Tlaquepaque le inscribe su nombre a una de sus calles, ese mismo año la CROM de Jalisco le impone en su sede estatal al salón de actos, su nombre. En 1996 se inaugura el edificio social del Sindicato Nacional Cervecero y se le asigna el nombre de Felipe González Velázquez, así como en su ingreso se coloca un busto de su fundador. Ese mismo año se hace realidad la universidad obrera con la fundación de la Universidad el Valle de Orizaba, Plantel Guadalajara en las instalaciones del SNC y auspiciada por el sindicato. En el 2005 la FROC de Jalisco coloca un busto de Don Felipe González en su sede histórica, la Casona de Medrano. En 2006 el ayuntamiento de Guadalajara coloca un busto de don Felipe González en el Jardín del Niño Artillero en su municipio. Don Felipe González fue un líder que vio en el futuro inmediato que los trabajadores necesitaban prepararse para los cambios que se venían, en las políticas empresariales y de gobierno a punto de globalizarse, en detrimento de los trabajadores.

### Familia
Siendo católicos, el jueves 25 de abril de 1940 Felipe González Velázquez y María Ibarra González contraen matrimonio eclesiástico en la Parroquia de San Miguel del Espíritu Santo en Guadalajara, Jalisco. Ella tapatía e hija de Feliciano Ibarra Mercado y Antonia González García, originarios de Tequila, Jalisco, 5°a de 13 hijos. Procrearon en su matrimonio, 13 hijos vivos, de los cuales perdieron tres en tempranas edades, Alicia María a los 10 años y cuatro meses, Felipe de ocho meses y María Victoria de tres meses y medio, siendo los sobrevivientes, Elvira, Joel, Luis Felipe, Pedro, Miguel Ángel, Martha Alicia, María Lucero, María Xóchitl, Benito Javier y Abraham. Todos les sobrevivieron a ambos. Doña María fallece el miércoles 2 de mayo del 2001.

## Fuentes Bibliográficas

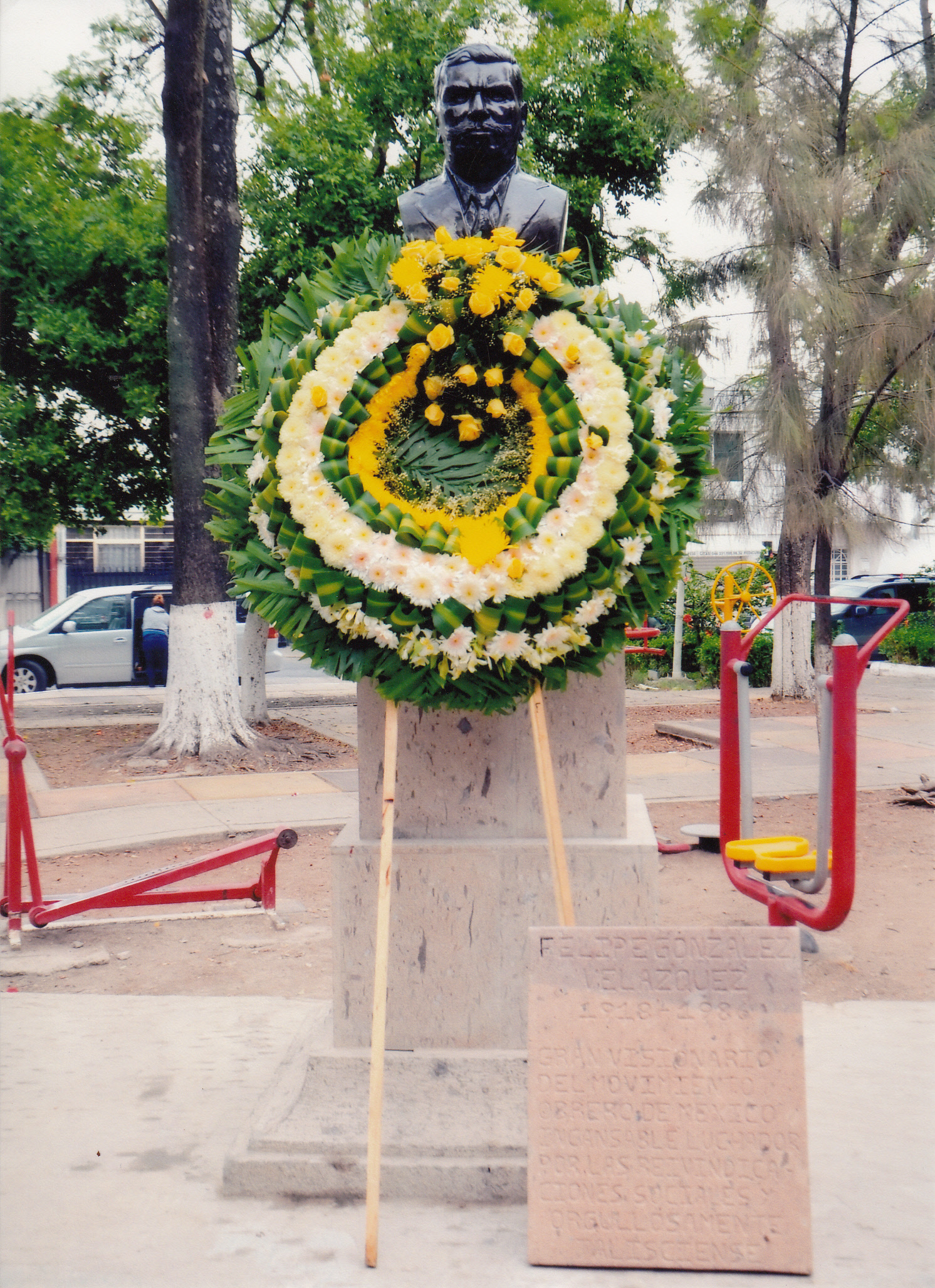
Busto de Don Felipe González en el Jardín del niño Artillero en Guadalajara

## Referencias

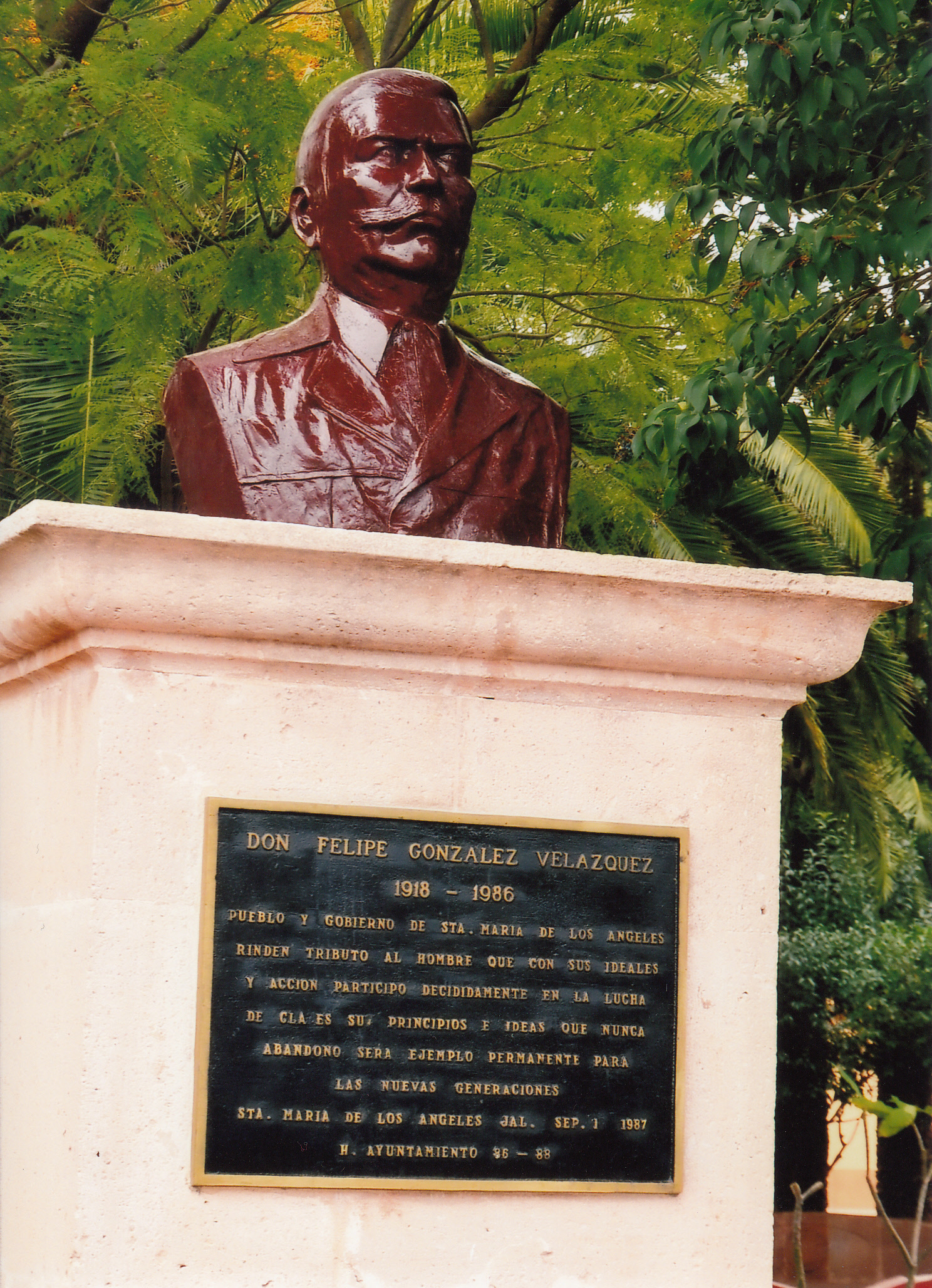
Busto de Don Felipe González Velázquez en su ciudad natal, Santa María de Los Ángeles, Jalisco.